# NBAオールスターゲーム最優秀選手賞

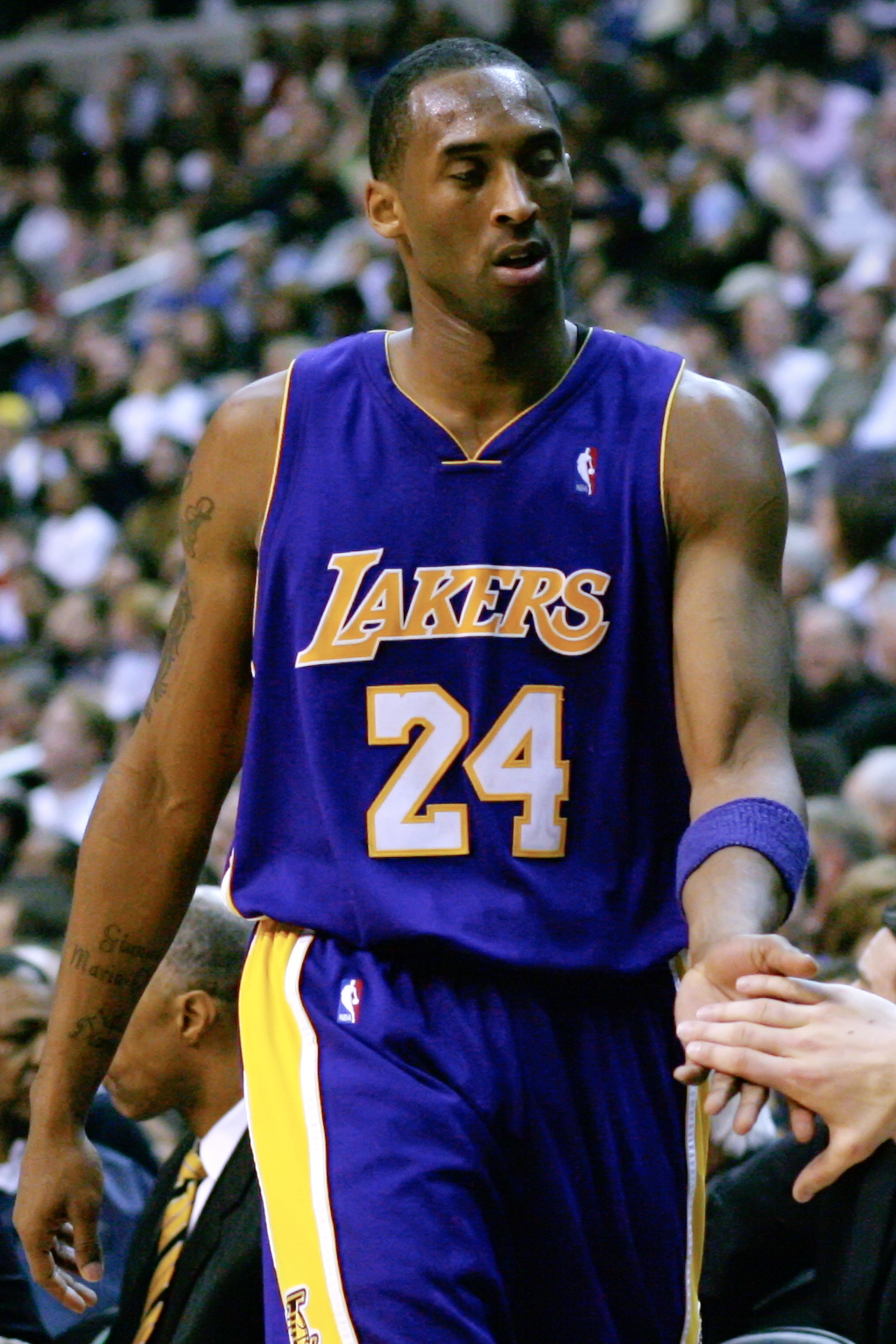
コービー・ブライアント (4度受賞)

NBAオールスターゲームコービー・ブライアント最優秀選手賞（NBA All-Star Game Kobe Bryant Most Valuable Player Award）は、北米のプロバスケットボールリーグNBAで毎年開催されるエキシビションゲームであるNBAオールスターゲームで、その年のゲームで最も活躍した選手に授与される賞。2020年にコミッショナーのアダム・シルバーにより、同年にヘリコプター事故で急逝したコービー・ブライアントの功績を称え改称された。

## 概要
試合後のメディア関係者による投票で決定される。
ボブ・ペティットとコービー・ブライアントの4回受賞が最高である。オスカー・ロバートソン、マイケル・ジョーダン、シャキール・オニール、レブロン・ジェームズが3回、ボブ・クージー、ジュリアス・アービング、アイザイア・トーマス、マジック・ジョンソン、カール・マローン、アレン・アイバーソン、ラッセル・ウェストブルック、ケビン・デュラントが2回受賞している。連続受賞を達成したのはペティット（1958・1959年）とウェストブルック（2015・2016年）の2人のみである。2006年のジェームズが21歳1ヶ月での最年少受賞で、2014年のカイリー・アービングが21歳10ヶ月で2番目である。

## 歴代受賞者

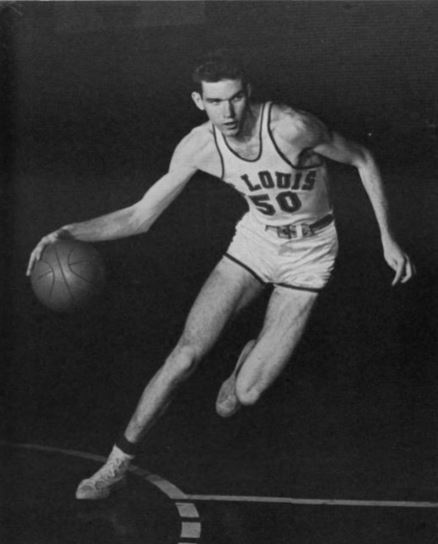
初代受賞者のエド・マコーレー

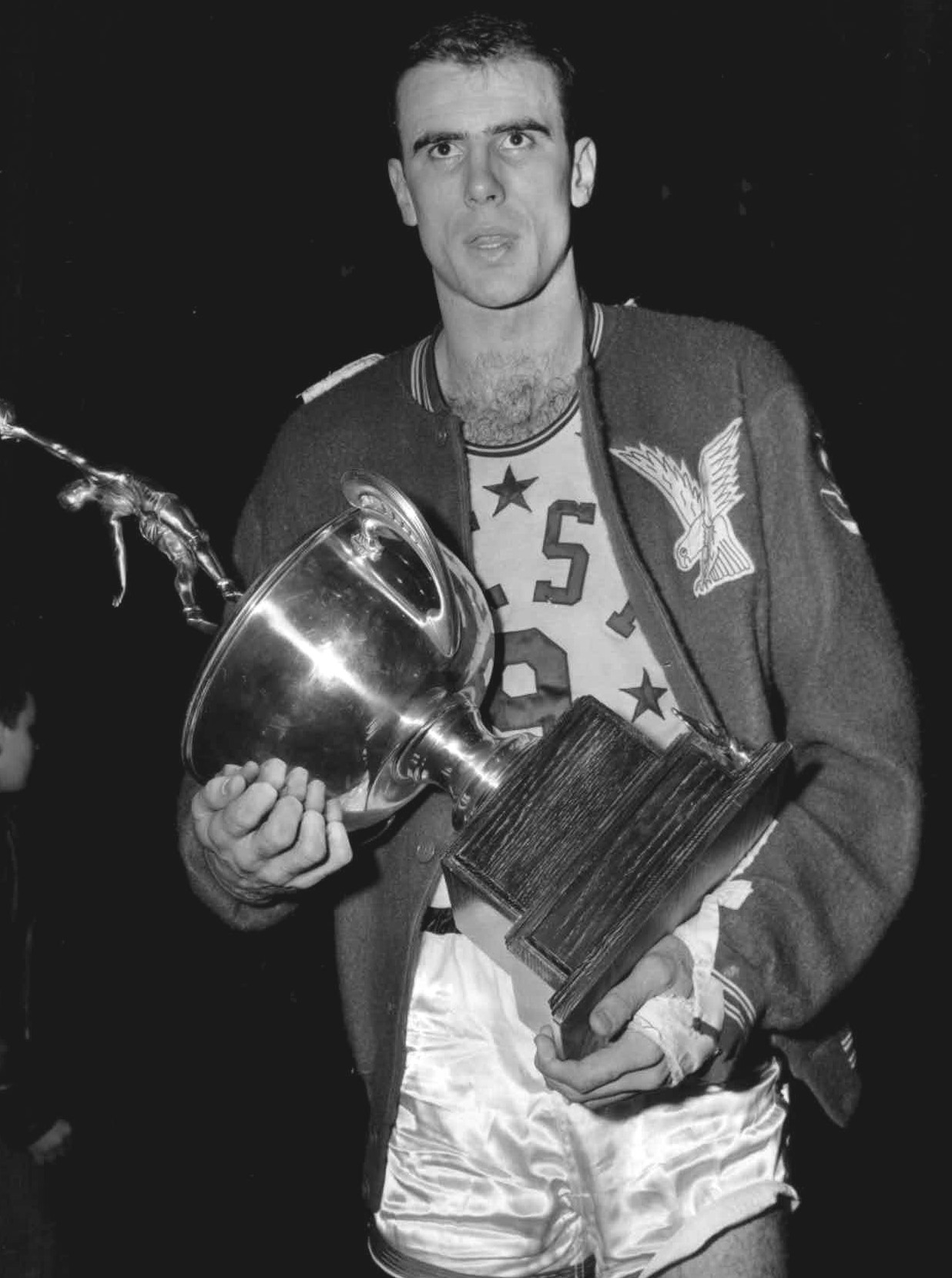
ボブ・ペティット (4度受賞)

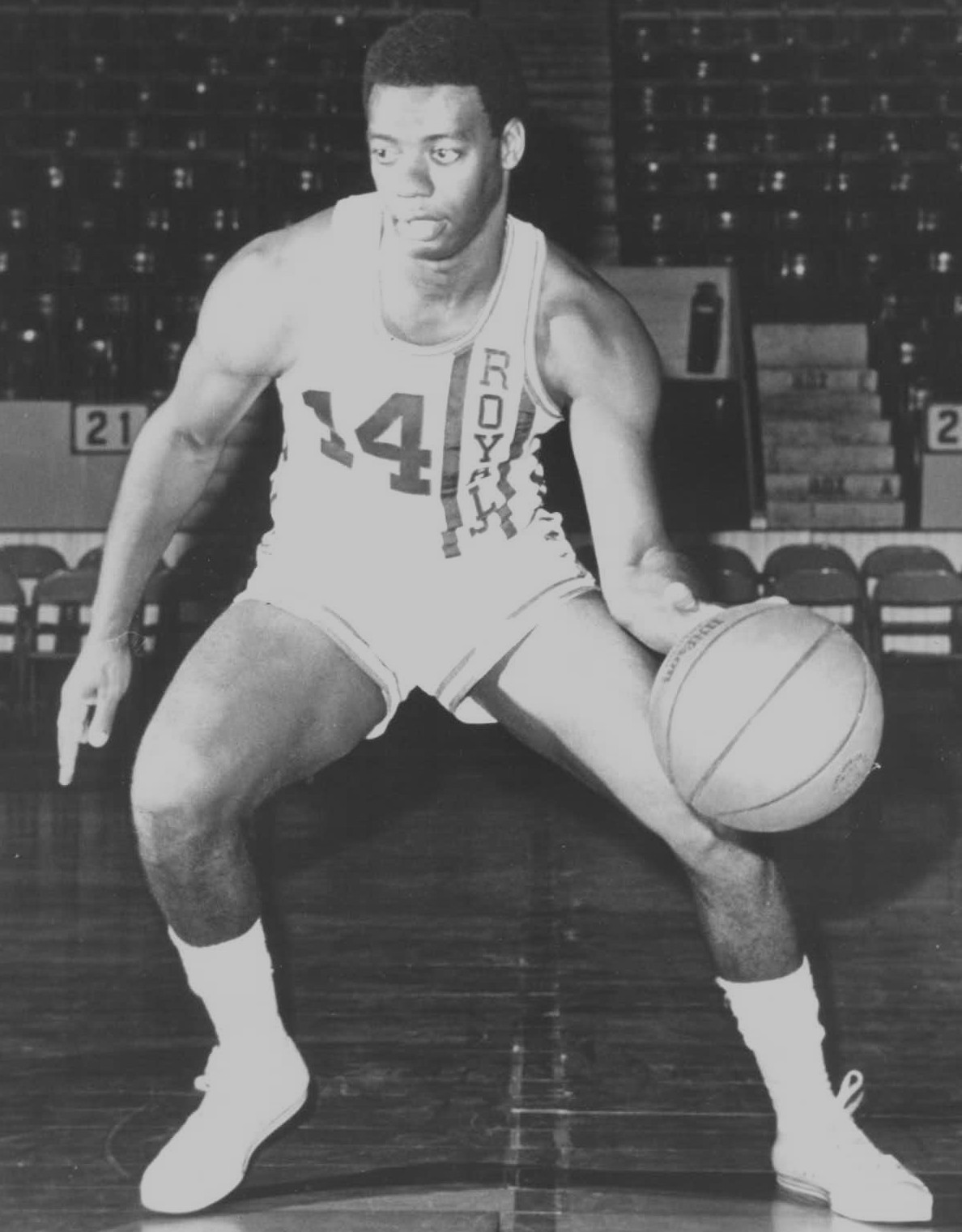
オスカー・ロバートソン (3度受賞)

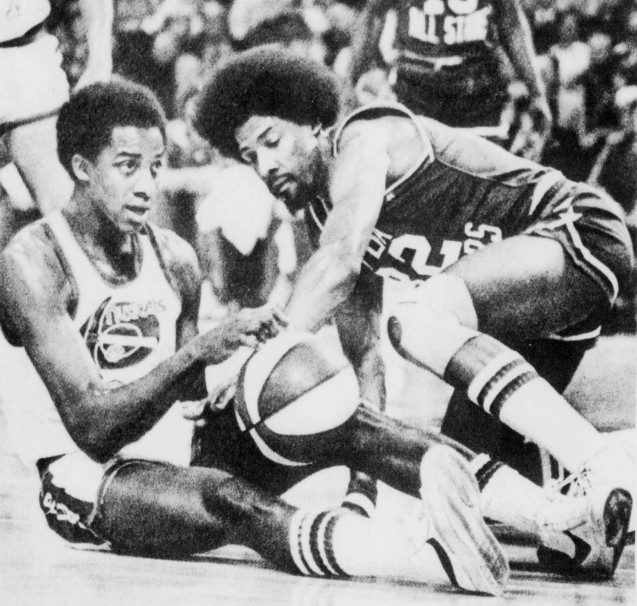
左：デイヴィッド・トンプソン (1979年MVP)
右：ジュリアス・アービング (1977・1983年MVP)

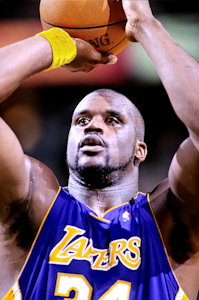
シャキール・オニール (3度受賞)

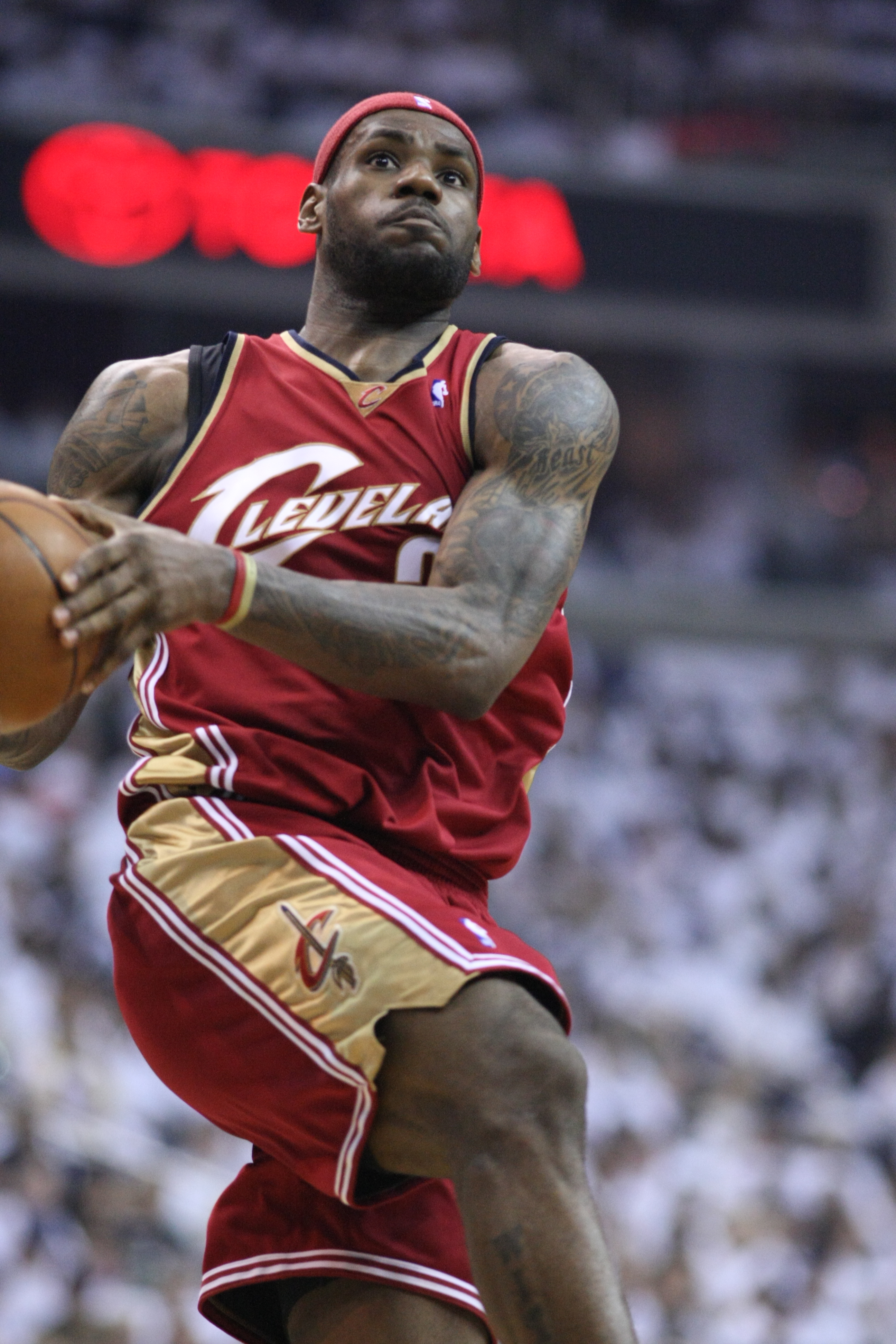
レブロン・ジェームズ (3度受賞)

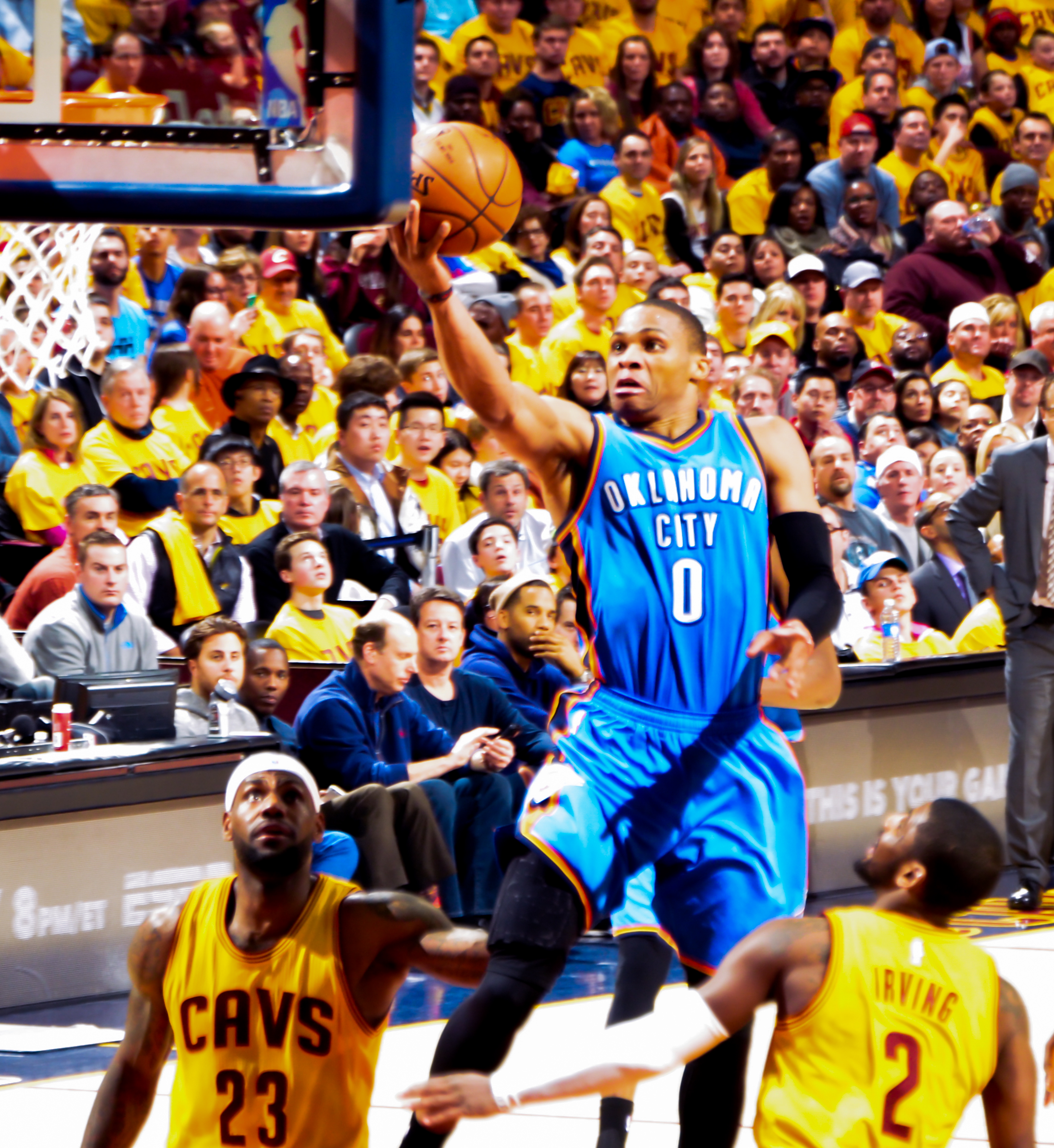
ラッセル・ウェストブルックは2年連続単独受賞を果たした唯一の選手

| * | 殿堂入り |
| ^ | 現役選手 |

| Year | Player                                   | Pos.                                     | Team                                     |
| ---- | ---------------------------------------- | ---------------------------------------- | ---------------------------------------- |
| 1951 | エド・マコーレー*                        | C/F                                      | ボストン・セルティックス                 |
| 1952 | ポール・アリジン*                        | F/G                                      | フィラデルフィア・ウォリアーズ           |
| 1953 | ジョージ・マイカン*                      | C                                        | ミネアポリス・レイカーズ                 |
| 1954 | ボブ・クージー*                          | G                                        | ボストン・セルティックス                 |
| 1955 | ビル・シャーマン*                        | G                                        | ボストン・セルティックス                 |
| 1956 | ボブ・ペティット*                        | F/C                                      | セントルイス・ホークス                   |
| 1957 | ボブ・クージー* (2)                      | G                                        | ボストン・セルティックス                 |
| 1958 | ボブ・ペティット* (2)                    | F/C                                      | セントルイス・ホークス                   |
| 1959 | ボブ・ペティット* (3)                    | F/C                                      | セントルイス・ホークス                   |
| 1959 | エルジン・ベイラー*                      | F                                        | ミネアポリス・レイカーズ                 |
| 1960 | ウィルト・チェンバレン*                  | C                                        | フィラデルフィア・ウォリアーズ           |
| 1961 | オスカー・ロバートソン*                  | G                                        | シンシナティ・ロイヤルズ                 |
| 1962 | ボブ・ペティット* (4)                    | F/C                                      | セントルイス・ホークス                   |
| 1963 | ビル・ラッセル*                          | C                                        | ボストン・セルティックス                 |
| 1964 | オスカー・ロバートソン* (2)              | G                                        | シンシナティ・ロイヤルズ                 |
| 1965 | ジェリー・ルーカス*                      | F/C                                      | シンシナティ・ロイヤルズ                 |
| 1966 | エイドリアン・スミス                     | G                                        | シンシナティ・ロイヤルズ                 |
| 1967 | リック・バリー*                          | F                                        | サンフランシスコ・ウォリアーズ           |
| 1968 | ハル・グリア*                            | G/F                                      | フィラデルフィア・76ers                  |
| 1969 | オスカー・ロバートソン* (3)              | G                                        | シンシナティ・ロイヤルズ                 |
| 1970 | ウィリス・リード*                        | C/F                                      | ニューヨーク・ニックス                   |
| 1971 | レニー・ウィルケンズ*                    | G                                        | シアトル・スーパーソニックス             |
| 1972 | ジェリー・ウェスト*                      | G                                        | ロサンゼルス・レイカーズ                 |
| 1973 | デイブ・コーウェンス*                    | C/F                                      | ボストン・セルティックス                 |
| 1974 | ボブ・レイニア*                          | C                                        | デトロイト・ピストンズ                   |
| 1975 | ウォルト・フレイジャー*                  | G                                        | ニューヨーク・ニックス                   |
| 1976 | デイブ・ビン*                            | G                                        | ワシントン・ブレッツ                     |
| 1977 | ジュリアス・アービング*                  | F                                        | フィラデルフィア・76ers                  |
| 1978 | ランディ・スミス                         | G/F                                      | バッファロー・ブレーブス                 |
| 1979 | デイヴィッド・トンプソン*                | G/F                                      | デンバー・ナゲッツ                       |
| 1980 | ジョージ・ガービン*                      | G/F                                      | サンアントニオ・スパーズ                 |
| 1981 | ネイト・アーチボルド*                    | G                                        | ボストン・セルティックス                 |
| 1982 | ラリー・バード*                          | F                                        | ボストン・セルティックス                 |
| 1983 | ジュリアス・アービング* (2)              | F                                        | フィラデルフィア・76ers                  |
| 1984 | アイザイア・トーマス*                    | G                                        | デトロイト・ピストンズ                   |
| 1985 | ラルフ・サンプソン*                      | C/F                                      | ヒューストン・ロケッツ                   |
| 1986 | アイザイア・トーマス* (2)                | G                                        | デトロイト・ピストンズ                   |
| 1987 | トム・チェンバース                       | F/C                                      | シアトル・スーパーソニックス             |
| 1988 | マイケル・ジョーダン*                    | G                                        | シカゴ・ブルズ                           |
| 1989 | カール・マローン*                        | F                                        | ユタ・ジャズ                             |
| 1990 | マジック・ジョンソン*                    | G                                        | ロサンゼルス・レイカーズ                 |
| 1991 | チャールズ・バークレー*                  | F                                        | フィラデルフィア・76ers                  |
| 1992 | マジック・ジョンソン* (2)                | G                                        | ロサンゼルス・レイカーズ                 |
| 1993 | ジョン・ストックトン*                    | G                                        | ユタ・ジャズ                             |
| 1993 | カール・マローン* (2)                    | F                                        | ユタ・ジャズ                             |
| 1994 | スコッティ・ピッペン*                    | F                                        | シカゴ・ブルズ                           |
| 1995 | ミッチ・リッチモンド*                    | G                                        | サクラメント・キングス                   |
| 1996 | マイケル・ジョーダン* (2)                | G                                        | シカゴ・ブルズ                           |
| 1997 | グレン・ライス                           | F                                        | シャーロット・ホーネッツ                 |
| 1998 | マイケル・ジョーダン* (3)                | G                                        | シカゴ・ブルズ                           |
| 1999 | ロックアウトによりオールスターゲーム中止 | ロックアウトによりオールスターゲーム中止 | ロックアウトによりオールスターゲーム中止 |
| 2000 | シャキール・オニール*                    | C                                        | ロサンゼルス・レイカーズ                 |
| 2000 | ティム・ダンカン*                        | F/C                                      | サンアントニオ・スパーズ                 |
| 2001 | アレン・アイバーソン*                    | G                                        | フィラデルフィア・76ers                  |
| 2002 | コービー・ブライアント*                  | G                                        | ロサンゼルス・レイカーズ                 |
| 2003 | ケビン・ガーネット*                      | F/C                                      | ミネソタ・ティンバーウルブズ             |
| 2004 | シャキール・オニール* (2)                | C                                        | ロサンゼルス・レイカーズ                 |
| 2005 | アレン・アイバーソン* (2)                | G                                        | フィラデルフィア・76ers                  |
| 2006 | レブロン・ジェームズ^                    | F                                        | クリーブランド・キャバリアーズ           |
| 2007 | コービー・ブライアント* (2)              | G                                        | ロサンゼルス・レイカーズ                 |
| 2008 | レブロン・ジェームズ^ (2)                | F                                        | クリーブランド・キャバリアーズ           |
| 2009 | シャキール・オニール* (3)                | C                                        | フェニックス・サンズ                     |
| 2009 | コービー・ブライアント* (3)              | G                                        | ロサンゼルス・レイカーズ                 |
| 2010 | ドウェイン・ウェイド*                    | G                                        | マイアミ・ヒート                         |
| 2011 | コービー・ブライアント* (4)              | G                                        | ロサンゼルス・レイカーズ                 |
| 2012 | ケビン・デュラント^                      | F                                        | オクラホマシティ・サンダー               |
| 2013 | クリス・ポール^                          | G                                        | ロサンゼルス・クリッパーズ               |
| 2014 | カイリー・アービング^                    | G                                        | クリーブランド・キャバリアーズ           |
| 2015 | ラッセル・ウェストブルック^              | G                                        | オクラホマシティ・サンダー               |
| 2016 | ラッセル・ウェストブルック^ (2)          | G                                        | オクラホマシティ・サンダー               |
| 2017 | アンソニー・デイビス^                    | F/C                                      | ニューオーリンズ・ホーネッツ             |
| 2018 | レブロン・ジェームズ^ (3)                | F                                        | クリーブランド・キャバリアーズ           |
| 2019 | ケビン・デュラント^ (2)                  | F                                        | ゴールデンステート・ウォリアーズ         |
| 2020 | カワイ・レナード^                        | F                                        | ロサンゼルス・クリッパーズ               |
| 2021 | ヤニス・アデトクンボ^                    | F                                        | ミルウォーキー・バックス                 |
| 2022 | ステフィン・カリー^                      | G                                        | ゴールデンステート・ウォリアーズ         |
| 2023 | ジェイソン・テイタム^                    | F                                        | ボストン・セルティックス                 |
| 2024 | デイミアン・リラード^                    | G                                        | ミルウォーキー・バックス                 |
| 2025 | ステフィン・カリー^                      | G                                        | ゴールデンステイト・ウォリアーズ         |

## 最多受賞者
| # | Player                  | Times | Years                  |
| - | ----------------------- | ----- | ---------------------- |
| 1 | ボブ・ペティット*       | 4     | 1956, 1958, 1959, 1962 |
| 1 | コービー・ブライアント* | 4     | 2002, 2007, 2009, 2010 |
| 3 | オスカー・ロバートソン* | 3     | 1961, 1964, 1969       |
| 3 | マイケル・ジョーダン*   | 3     | 1988, 1996, 1998       |
| 3 | シャキール・オニール*   | 3     | 2000, 2004, 2009       |
| 3 | レブロン・ジェームズ^   | 3     | 2006, 2008, 2018       |